# Iran na Letnich Igrzyskach Olimpijskich 1964
Iran na Letnich Igrzyskach Olimpijskich 1964 reprezentowało 63 zawodników. Był to szósty start reprezentacji Iranu na letnich igrzyskach olimpijskich. Sportowcy Iranu zdobyli dwa brązowe medale.
Najmłodszym reprezentantem Iranu na tych igrzyskach była 14-letnia gimnastyczka – Jamileh Sorouri, zaś najstarszym 43-letni strzelec – Nasser Sharifi.

## Skład reprezentacji

### Boks
- Nasser Aghaie – Waga musza (51 kg) – 17. miejsce
- Sadegh Ali Akbarzadeh Khoi – Waga kogucia (54 kg) – 17. miejsce
- Nadimi Ghasre Dashti – Waga lekkopółśrednia (63,5 kg) – 9. miejsce
- Hassan Pakandam – Waga lekka (60 kg) – 17. miejsce
- Sayed Mahmoudpour Roudsari – Waga półśrednia (67 kg) – 17. miejsce

### Gimnastyka
- Jalal Bazargan-Vali – Wielobój indywidualnie mężczyzn – 118. miejsce, Ćwiczenia na podłodze mężczyzn – 123. miejsce, Skok mężczyzn – 103. miejsce, Poręcz mężczyzn – 116. miejsce, Drążek mężczyzn – 116. miejsce, Kółka mężczyzn – 116. miejsce, Koń z łękami mężczyzn – 113. miejsce
- Jamileh Sorouri – Wielobój indywidualnie kobiet – 82. miejsce, Ćwiczenia na podłodze kobiet – 83. miejsce, Skok kobiet – 81. miejsce, Poręcz kobiet – 82. miejsce, Równoważnia kobiet – 81. miejsce

### Kolarstwo
- Davoud Akhlagi – Wyścig indywidualny ze startu wspólnego mężczyzn – nie ukończył
- Davoud Akhlagi, Mashallah Amin Sorour, Sayed Esmail Hosseini, Akbar Poudeh – Drużynowa jazda na czas mężczyzn – 22. miejsce
- Mashallah Amin Sorour – Wyścig indywidualny ze startu wspólnego mężczyzn – 81. miejsce
- Sayed Esmail Hosseini – Wyścig indywidualny ze startu wspólnego mężczyzn – 99. miejsce
- Akbar Poudeh – Wyścig indywidualny ze startu wspólnego mężczyzn – 101. miejsce

### Lekkoatletyka
- Akbar Babakhanlou – 100 m. mężczyzn – 8. miejsce w kwalifikacjach
- Nazli Bayat Makou – Skok wzwyż kobiet – nie ukończyła (w kwalifikacjach)
- Juliette Geverkof – Pchnięcie kulą kobiet – 16. miejsce, Rzut dyskiem kobiet – 21. miejsce
- Hossein Ghafourizadeh – 400 m. mężczyzn – 8. miejsce w kwalifikacjach
- Sayed Mirza Molimadail – Rzut dyskiem mężczyzn – 27. miejsce
- Simin Safamehr – 100 m. kobiet – 7. miejsce (w kwalifikacjach), Skok w dal kobiet – 31. miejsce
- Vahab Shahkhordeh – 200 m. mężczyzn – 7. miejsce (w kwalifikacjach)
- Ibrahim Yazdan Panah – 800 m. mężczyzn – 6. miejsce (w kwalifikacjach), 1,500 m. mężczyzn – 8. miejsce (w kwalifikacjach)

### Piłka nożna
- Mansur Amirasefi, Mostafa Arab, Aziz Asli, Mohamed Bayati, Fariborz Esmaili, Hassan Habibi, Kambozia Jamali, Hossein Khodaparast, Nader Latifi, Ali Mirzai, Darioush Mostafavi, Karam Naierlou, Gholam Hussain Nourian, Parviz Qelichkhani, Abdullah Sayedi, Dżalal Talebi – turniej mężczyzn – 13. miejsce (4. miejsce w grupie A)

### Pływanie
- Haydar Shonjani – 100 m stylem dowolnym mężczyzn – 8. miejsce w kwalifikacjach

### Podnoszenie ciężarów
- Manuczehr Borumand – Waga ciężka – 12. miejsce
- Radżabi Eslami – Waga kogucia – 10. miejsce
- Reza Estaki – Waga półśrednia – 12. miejsce
- Parwiz Dżalajer – Waga lekka – 7. miejsce
- Mohammad Nasiri – Waga kogucia – 15. miejsce

### Skoki do wody
- Manucher Fasihi – Trampolina 3 m mężczyzn – 26. miejsce

### Strzelectwo
- Mohammad Ja'far Kalani – Karabin małokalibrowy leżąc 50 m – 64. miejsce
- Gholam Hossein Mobaser – Karabin małokalibrowy leżąc 50 m – 61. miejsce
- Nosratollah Momtahen – Pistolet 50 m – 52. miejsce
- Nasser Sharifi – Karabin małokalibrowy 3 postawy 50 m – 53. miejsce

### Szermierka
- Houshmand Almasi, Nasser Madani, Bizhan Zarnegar, Shahpour Zarnegar – Floret drużynowo mężczyzn – 3. miejsce (w kwalifikacjach)
- Houshmand Almasi, Nasser Madani, Bizhan Zarnegar, Shahpour Zarnegar – Szabla drużynowo mężczyzn – 3. miejsce (w kwalifikacjach)
- Houshmand Almasi, Nasser Madani, Bizhan Zarnegar, Shahpour Zarnegar – Szpada drużynowo mężczyzn – 4. miejsce (w kwalifikacjach)
- Houshmand Almasi – floret mężczyzn – 6. miejsce w kwalifikacjach, szabla mężczyzn – 6. miejsce w kwalifikacjach, szpada mężczyzn – 9. miejsce w kwalifikacjach
- Nasser Madani – floret mężczyzn – 17. miejsce, szabla mężczyzn – 6. miejsce w kwalifikacjach
- Bizhan Zarnegar – floret mężczyzn – 6. miejsce w kwalifikacjach, szabla mężczyzn – 6. miejsce w kwalifikacjach, szpada mężczyzn – 8. miejsce w kwalifikacjach
- Shahpour Zarnegar – szpada mężczyzn – 8. miejsce w kwalifikacjach

### Zapasy
- Ali Akbar Hejdari – Styl wolny - Waga musza – 3. miejsce (brązowy medal)
- Mohammad Ali Sanatkaran – Styl wolny - Waga półśrednia – 3. miejsce (brązowy medal)
- Hosejn Ebrahimijan – Styl klasyczny - Waga lekka – Odpadł w eliminacjach
- Abdollah Chodabande – Styl wolny - Waga kogucia – Odpadł w eliminacjach
- Ahmad Khoshoi – Styl klasyczny - Waga musza – Odpadł w eliminacjach
- Mansur Mahdizade – Styl wolny - Waga średnia – 4. miejsce
- Rasoul Mir Malek – Styl klasyczny - Waga piórkowa – 6. miejsce
- Abdollah Mowahhed – Styl wolny - Waga lekka – 5. miejsce
- Ebrahim Sejfpur – Styl wolny - Waga piórkowa – 6. miejsce
- Siawasz Szafizadeh – Styl klasyczny - Waga kogucia – Odpadł w eliminacjach
- Gholam Reza Tachti – Styl wolny - Waga ciężka – 4. miejsce
- Asghar Zoghian – Styl klasyczny - Waga półśrednia – Odpadł w eliminacjach